# Benedikt Kotruljević
Benedetto Cotrugli (en croate Benedikt « Beno » Kotruljević), né à Raguse en 1416 et mort à L'Aquila en 1469, était un marchand, économiste, chercheur, diplomate et humaniste de la république de Raguse.